# Nit (Informationseinheit)
Nit, auch bezeichnet als Nat, Naperian Digit oder nepit, ist eine selten gebräuchliche, dimensionslose Einheit zur quantitativen Angabe des Informationsgehalts (Entscheidungsgehalts) in der Informationstheorie. Die Bezeichnung Nat ist festgelegt in den Normen IEC 60027-3 und ISO 2382-16. Sie leitet sich ab von John Napier, einem Entwickler logarithmischer Rechenregeln. Im Gegensatz zum Bit basiert das Nit nicht auf dem dualen bzw. binären Logarithmus zur Basis 2, sondern auf dem natürlichen Logarithmus zur Basis e.
Es gilt:
{\displaystyle \ln(p)\,\mathrm {nit} \,\,\mathrel {\widehat {=}} \,\,\log _{2}(p)\,\mathrm {bit} }
{\displaystyle \Leftrightarrow 1\,\mathrm {nit} ={\log _{2}(p) \over \ln(p)}\,\mathrm {bit} ={1 \over \ln 2}\,\mathrm {bit} \approx \ 1{,}44\,\mathrm {bit} }
Die Einheit wird in der Ökonometrie angewendet, um Entropien basierend auf dem natürlichen Logarithmus zu berechnen. In der Regel werden Entropiemaße wie der Theil-Index heute jedoch ohne irgendeine Einheit angegeben.

## Natürliche Informationseinheit
Werden n sich gegenseitig ausschließende Ereignisse betrachtet, so nennt man den Logarithmus von n Informationsgehalt. Wählt man hierfür den natürlichen Logarithmus zur Basis e, so schreibt man hinter den Zahlenwert das Einheitenzeichen Nit bzw. Nat, die so erhaltene Zahl gibt den Entscheidungsgehalt in natürlichen Informationseinheiten an. 

## Zusammenhang
Analoge Definitionen führen
- bei Verwendung des Logarithmus zur Basis 2 zur Einheit Shannon, ausgedrückt in der Einheit Bit,
- bei Verwendung des Logarithmus zur Basis 10  zur Einheit Hartley, ausgedrückt in der selten gebrauchten Einheit Ban.